# Siniša Glavašević
Siniša Glavašević (Vukovar, 4. studenoga 1960. – Ovčara, 20. studenoga 1991.), bio je hrvatski novinar, publicist i prozaik kojega su ubile srpske paravojne postrojbe tijekom bitke za Vukovar. Smatra se simbolom hrvatskog ratnog novinarstva, te jednim od heroja Domovinskog rata za što je posmrtno odlikovan 2011. godine.

## Životopis
Siniša Glavašević rodio se u Vukovaru 1960. godine. Bio je pisac proze, knjižničar, novinar, ratni izvjestitelj. Osnovnu i srednju školu završio je u rodnom gradu, a studij komparativne književnosti i bibliotekarstva na Filozofskome fakultetu u Sarajevu. Nakon završetka školovanja radio je u školama u Lovasu i Borovu Naselju. Na Radio Vukovaru zaposlio se najprije kao spiker, a za vrijeme Domovinskog rata bio je urednik Hrvatskoga radija Vukovar i ratni izvjestitelj. Bio je ranjen krhotinom granate 4. studenoga 1991. godine na putu u bolnicu gdje je krenuo prikupiti podatke za izvješće. Posljednje izvješće Siniša je poslao iz vukovarske bolnice 18. studenoga navečer. Poslije pada grada Vukovara odveden je, 19. studenoga 1991. godine, iz vukovarske bolnice i od tada mu se izgubio trag. Naknadno je utvrđeno da je ubijen i pokopan u masovnoj grobnici na Ovčari 20. studenoga 1991. godine, a ekshumiran je i identificiran u veljači 1997. godine.
Pokopan je pokraj kolege i prijatelja Branimira Polovine na Mirogoju u Zagrebu, 14. ožujka 1997. godine.
Bio je vjenčan Majdom s kojom ima sina Bojana.

## Priče iz Vukovara
Matica hrvatska u Zagrebu posmrtno je 1992. godine izdala Sinišinu zbirku Priče iz Vukovara, sastavljenu od toplih priča o temeljnim ljudskim vrijednostima koje je Siniša čitao slušateljima radija opkoljenoga grada. Priče su prije tiskanja od Matice hrvatske čitane na Hrvatskom radiju u večernjem programu, stigle su 12. studenoga 1991. godine na privatni faks u zagrebačkom predgrađu i bile su poslane iz podruma vukovarske Opće bolnice. Ove lirske priče jedini su sačuvani literarni pokušaji Siniše Glavaševića. Knjiga Priče iz Vukovara izdana je u 5 izdanja Matice hrvatske u biblioteci Posebna izdanja (1. izd. 1992., 2. izd. 2001., 3. izd. 2007., 4. izd. 2019., 5. izd. 2021.). Godine 1996. Priče iz Vukovara objavljene su u br. 3 časopisa Kolo Matice hrvatske.
Ostala izdanja
Godine 2009. Priče iz Vukovara objavljene su u izdanju Ogranka Matice hrvatske Vukovar (urednik: Mladen Kušec). Godine 2011. Priče iz Vukovara objavljene su u izdanju 24sata. Dva Esperanto izdanja objavljena su 1993. i 2006. godine (Rakontoj el Vukovar / tradukis Julijana Rusić, Croata Esperantista Unuigo-Esperanto Societo „Liberiga stelo", Zagreb-Osijek, 1993.; Rakontoj el Vukovar / tradukis el la kroata Lucija Borčić, Hrvatski esperantski savez, Zagreb, 2006.). Izdanje na njemačkome jeziku objavljeno je 1994. godine (Geschichten aus Vukovar, Verlag Kleine Schritte, Trier, 1994.). Također prevedena je na engleski jezik 2011. godine, a prevela ju je Tamara Budimir. Godine 2023. objavljeno je izdanje knjige u nakladi varaždinske "Katarine Zrinski". 
Ostalo
Godine 2001. objavljen je CD Priče iz Vukovara: ratna izvješća (79 min., Orfej-HRT, Zagreb). Glumac Pere Eranović po Glavaševićevim Pričama stvorio je monodramu Priče iz Vukovara čija je premijera bila 14. studenoga 2015. godine (HNK Split, Scena 55). Predstava je doživjela preko stotinu izvedbi u Hrvatskoj i iseljeništvu. Godine 2024. objavljena je zvučna e-knjiga Siniša Glavašević: Priče iz Vukovara: čita Bojan Glavašević.

## Zaustavljeni glas
Višnja Starešina snimila je 2010. godine dokumentarni film Zaustavljeni glas, priču o Siniši Glavaševiću, Hrvatskom radiju Vukovar i stradanjima Vukovaraca. Film također prikazuje sudbine Branimira Polovine te francuskog dragovoljca domovinskog rata Jean-Michela Nicoliera koji su ubijeni na Ovčari, a dobio je Nagradu publike za najbolji film 20. Dana hrvatskog filma.

## Nagrade, priznanja i spomen
- 1992.: Nagrada Ivan Šibl, za životno djelo.[23]
- 2001. godine dobio je Nagradu Luka Brajnović. Nagradu dodjeljuje Škola komunikacije Sveučilišta Navarra iz Pamplone u Španjolskoj a dodjeljuje se od 1997. godine u čast lika i djela hrvatskoga pjesnika, književnika i novinara Luke Brajnovića, "profesionalcima koji su u svom radu na području komunikacije branili dostojanstvo ljudske osobe i temeljne vrijednosti slobode, tolerancije i solidarnosti."[24]
- Novinarsko-književnički susreti pod nazivom Grad - to ste vi, posvećeni novinaru Siniši Glavaševiću održavaju se u Vukovaru od 2006. godine u okviru programa Dana sjećanja na žrtvu Vukovara 1991. godine.
- U spomen na Sinišu Glavaševića 5. studenoga 2007. godine vukovarska Peta osnovna škola preimenovana je u Osnovnu školu Siniše Glavaševića.[25]
- Njegova spomen poprsja nalaze se ispred Osnovne škole Siniše Glavaševića i Hrvatskoga radija Vukovar.[26][27]
- Posmrtno je odlikovan Redom kneza Domagoja s ogrlicom za pokazanu i posvjedočenu hrabrost i junaštvo u obrani Vukovara tijekom jeseni 1991. godine.[2] Odlikovanje je primio njegov sin Bojan 15. studenoga 2011.[28]
- Godine 2012. u zagrebačkoj gradskoj četvrti Peščenica-Žitnjak jedna ulica imenovana je po njemu, Ulica Siniše Glavaševića.[29]
- Spomen ploča s imenima hrvatskih novinara, snimatelja i tehničara ubijenim u Domovinskome ratu na kojoj je i ime Siniše Glavaševića postavljena je na zgradi Hrvatskog novinarskog doma u Zagrebu.[30]
- Godine 2022. Hrvatsko novinarsko društvo ustanovilo je novinarske nagrade za lokalno novinarstvo „Anđelko Erceg“ i „Siniša Glavašević“.[31]

## Vanjske poveznice
- croatianhistory.net: Članak o Siniši Glavaševiću
- Matica hrvatska: Priče iz Vukovara  Arhivirana inačica izvorne stranice od 22. studenoga 2010. (Wayback Machine)
- Siniša Glavašević: Priče iz Vukovara  Arhivirana inačica izvorne stranice od 20. studenoga 2009. (Wayback Machine) (Izdanje iz 1992. godine)
- (engl.) Amnesty International: Croatia: Amnesty International Calls for Justice for Siniša Glavašević and Other Victims of Unlawful Execution in Vukovar
- (engl.) Allan Little: Vukovar massacre haunts Serbs. BBC, 13. ožujka, 2004.